# Comuna Hvozdavka Druha, Liubașivka
Hvozdavka Druha (în ucraineană Гвоздавка Друга) este o comună în raionul Liubașivka, regiunea Odesa, Ucraina, formată din satele Ceabanivka, Hvozdavka Druha (reședința), Hvozdavka Perșa, Șlîkareve, Soltanivka, Vasîlivka și Volodîmîrivka.

## Demografie
Componența lingvistică a comunei Hvozdavka Druha
     Ucraineană (95,29%)
     Română (3,37%)
     Rusă (1,31%)
Conform recensământului din 2001, majoritatea populației comunei Hvozdavka Druha era vorbitoare de ucraineană (95,29%), existând în minoritate și vorbitori de română (3,37%) și rusă (1,31%).